# Suit
Suit е един от двата албума (другият е Sweat), които американският рапър Нели издава едновременно на 14 септември 2004. Suit има R&B звучене, докато Sweat е с рап ориентация и в него преобладават бързите и ударни клубни хитове. Албумът влиза директно на първо място в класацията Билборд 200. Изглежда че той е по-добрият от двата албума, защото Sweat не успява да стигне до първа позиция в тази класация. За това говорят и продажбите – над три милиона за Suit (троен платинен статут) срещу над един милион за Sweat (платинен статут).
Синглите от албума Sweat са My Place, Over and Over и N Dey Say. Гост-изпълнители са Фарел Уилямс, Снууп Дог, T.I., Антъни Хамултън, Тим Макгроу, Мейс и др.

## Списък на песните
| #   | Заглавие                                        | Продуцент                                | Гост-изпълнител       | Времетраене |
| --- | ----------------------------------------------- | ---------------------------------------- | --------------------- | ----------- |
| 1   | Play It Off                                     | The Neptunes                             | Фарел Уилямс          | 3:46        |
| 2   | Pretty Toes                                     | Джази Фа                                 | Джази Фа & T.I.       | 4:27        |
| 3   | My Place Клип                                   | Doe For Mo' Beats                        | Джахейм               | 5:34        |
| 4   | Paradise                                        | Doe For Mo' Beats                        |                       | 4:36        |
| 5   | She Don't Know My Name                          | Биг Бой & The Beat Bullies               | Снууп Дог & Рон Айзли | 4:25        |
| 6   | N Dey Say Клип                                  | HSI Productions                          |                       | 3:37        |
| 7   | Woodgrain & Leather Wit a Hole                  | Джейсън „Коко“ Бриджес                   |                       | 5:13        |
| 8   | In My Life                                      | Ърл Гейнър & Куя Брадърс                 | Ейвъри Сторм & Мейс   | 3:39        |
| 9   | Over and Over Клип                              | Джейсън „Коко“ Бриджес & Джеймс Харгроув | Тим Макгроу           | 4:14        |
| 10  | Nobody Knows                                    | Джърмейн Дюпри                           | Антъни Хамилтън       | 4:39        |
| 11  | Die for You                                     | Соулшок                                  |                       | 4:28        |
| 12* | Dilemma Ремикс на Джърмейн Дюпри                | Джърмейн Дюпри                           | Кели Роулънд & Али    | 5:06        |
| 13* | Ride wit Me Ремикс на Джейсън ''Jay E'' Еперсън | Джейсън Jay E Еперсън & Сити Спъд        | Сити Спъд             | 4:28        |

* Бонус песни във великобританската версия на албума